# Pierre Goubert
Pierre Goubert (Saumur, 25 de enero de 1915 - Issy-les-Moulineaux, 16 de enero de 2012) fue un historiador francés, especialista en el siglo XVII.
Antiguo alumno de la Escuela Normal Superior de Saint-Cloud, discípulo de Marc Bloch, que fue su profesor antes de la Segunda Guerra Mundial, es conocido por sus trabajos de demografía histórica. En 1965, Pierre Goubert publicó Louis XIV et vingt millions de Français (Luis XIV y veinte millones de franceses), obra en la que el Rey Sol es puesto al nivel de los sin nombre ni rango. Ofrece un análisis realista del largo reinado de Luis XIV, bien alejada de la historia convencional. Aunque pertenezca a la Escuela de Annales, Pierre Goubert hace una magistral incursión en el género biográfico, con Mazarin (Mazzarino).

## Obras
- Familles marchandes sous l'Ancien Régime, Paris, 1959.
- Beauvais et la Beauvaisis de 1600 à 1730, Paris, SEVPEN, 1960.
- L'avènement du Roi-Soleil, Paris, Julliard, 1961.
- Louis XIV et vingt millions de Français, Paris, Fayard, 1965.
- (con Michel Denis), 1789: les Français ont la parole, Paris, Julliard, 1965.
- Clio parmi les hommes. Recueil d'articles, Paris, EHESS, 1976.
- La vie quotidienne dans les campagnes françaises au XVIIe siècle, Paris, Hachette, 1982.
- Initiation à l'histoire de France, Paris, Fayard, 1984. (Grand Prix Gobert de la Académie française en 1985).
- Mazarin, Paris, Fayard, 1990.
- Un parcours d'historien. Souvenirs, 1915-1995, Paris, Fayard, 1996.
- Le siècle de Louis XIV. Recueil d'articles, Paris, Éditions de Fallois, 1996.